# African-American Film Critics Association Awards 2021
Vítězové ocenění African-American Film Critics Association Awards byli oznámeni dne 17. ledna 2022.

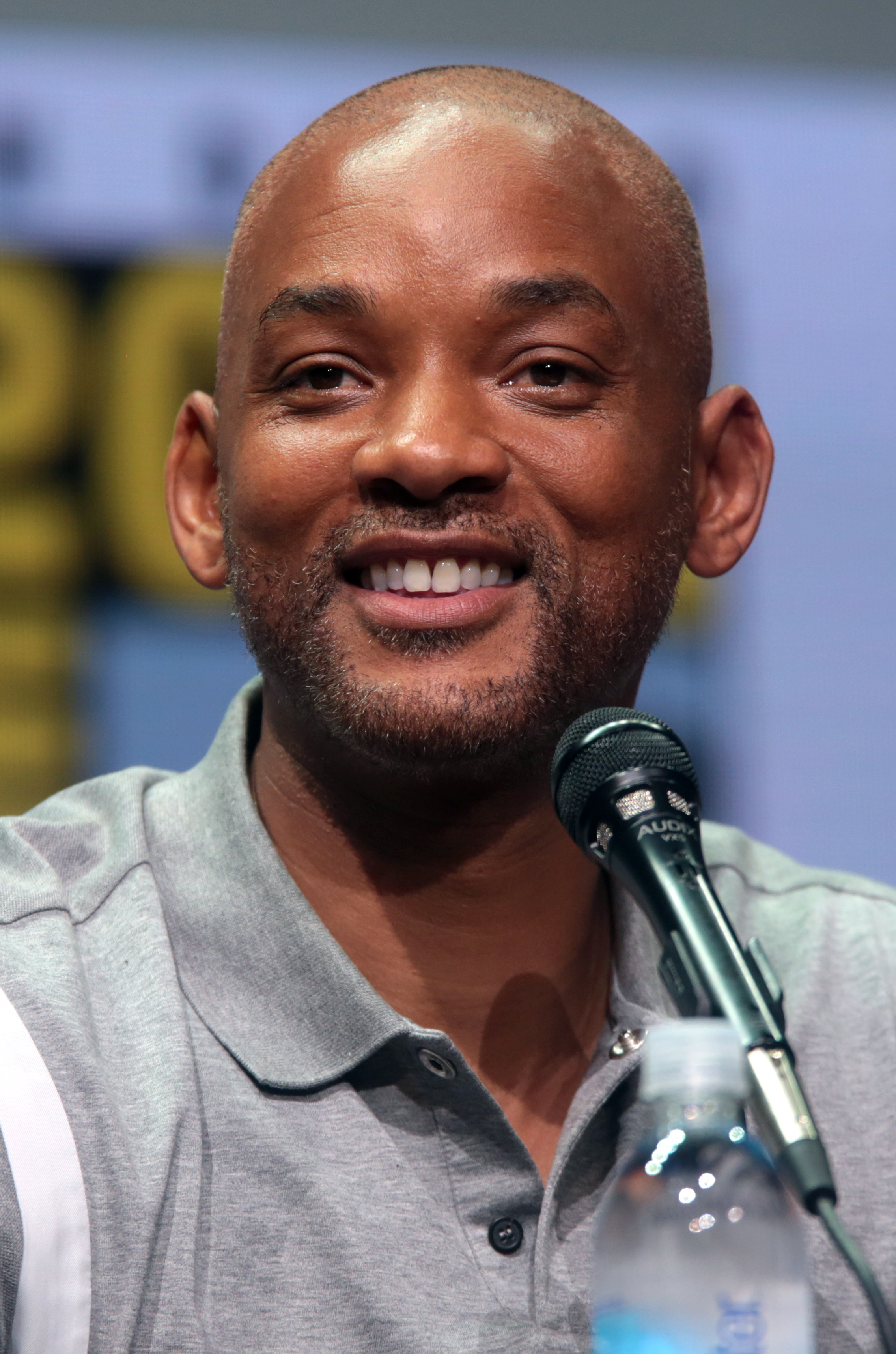
Will Smith, vítěz v kategorii nejlepší herec

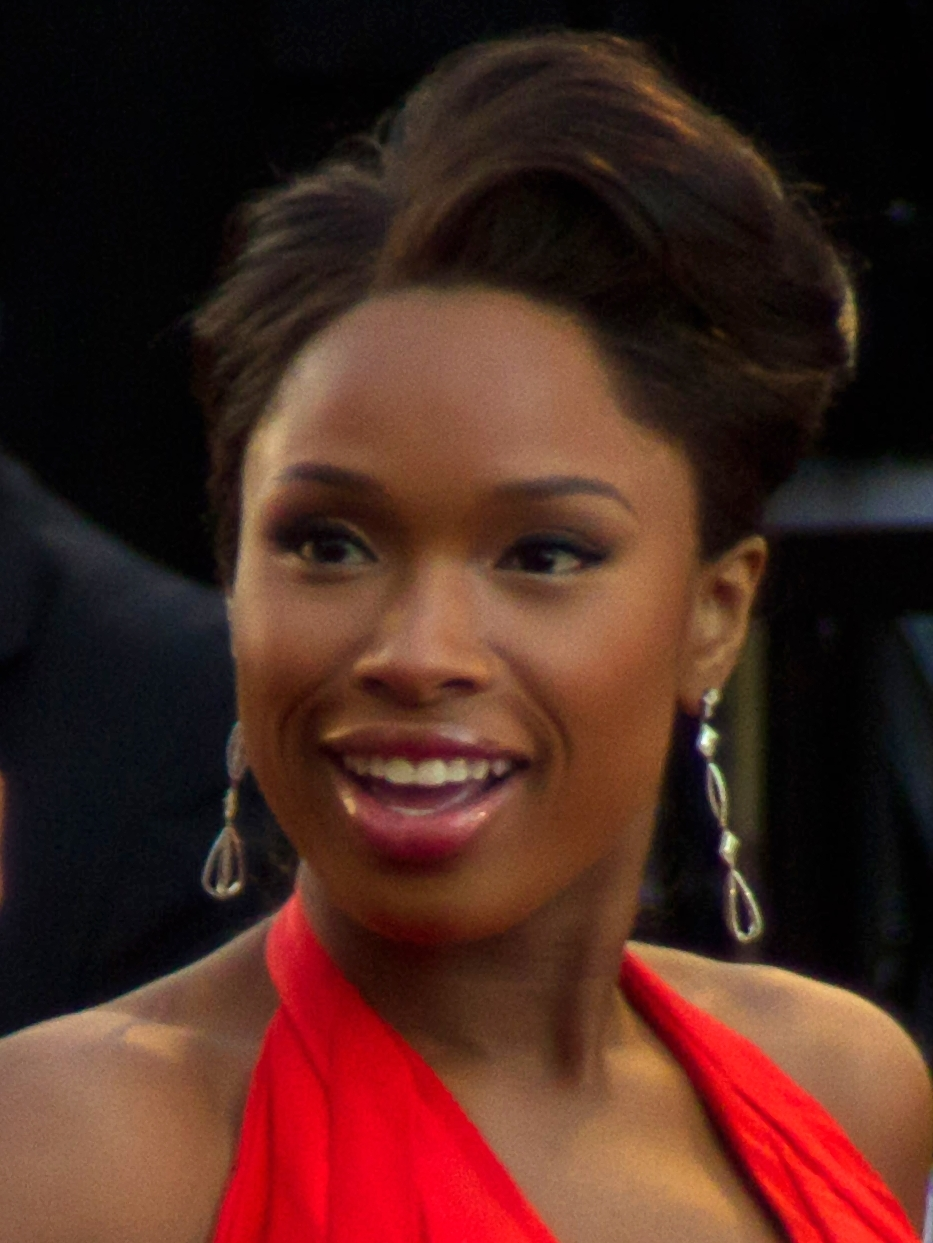
Jennifer Hudson, vítězka v kategorii nejlepší herečka

## Vítězové a nominovaní

### Žebříček nejlepších deseti filmů
1. Tím tvrdší je pád
2. Král Richard: Zrození šampiónek
3. Respect
4. The Tragedy of MacBeth
5. Přebíhání
6. Belfast
7. Jsme, jací jsme
8. Klan Gucci
9. Síla psa
10. West Side Story

### Vítězové
- Nejlepší herec: Will Smith – Král Richard: Zrození šampiónek
- Nejlepší herečka: Jennifer Hudson – Respect
- Nejlepší režisér: Jeymes Samuel – Tím tvrdší je pád
- Nejlepší scénář: Adam McKay – K zemi hleď!
- Nejlepší herec ve vedlejší roli: Corey Hawkins – The Tragedy of MacBeth
- Nejlepší herečka ve vedlejší roli: Aunjanue Ellis – Král Richard: Zrození šampiónek
- Nejlepší obsazení: Tím tvrdší je pád
- Nejlepší skladatel: Jamyes Samuel, Kid Cudi, Jay-Z – Tím tvrdší je pád
- Nejlepší nezávislý film: Jsme, jací jsme
- Objev roku: Saniyya Sidney – Král Richard: Zrození šampiónek
- Objev roku (nový režisér): Reinaldo Marcus Green – Král Richard: Zrození šampiónek
- Nejlepší dokument: Summer of Soul